# 倉敷市立玉島南小学校
倉敷市立玉島南小学校（くらしきしりつ たましまみなみしょうがっこう）は、岡山県倉敷市の西部に位置する玉島にある市立小学校。

## 所在地
- 郵便番号：713-8123
- 住所：岡山県倉敷市玉島柏島6446

## 卒業生
- 守屋功輝 - プロ野球選手（阪神タイガース）

## 通学区域が隣接している学校
- 倉敷市立沙美小学校
- 浅口市立金光吉備小学校
- 浅口市立金光小学校
- 倉敷市立柏島小学校
- 倉敷市立乙島小学校
- 倉敷市立乙島東小学校 （海を挟んで隣接。）